# جامعة غاردنر ويب
جامعة غاردنر ويب (بالإنجليزية: Gardner–Webb University)‏ هي جامعة مسيحية خاصة للفنون الليبرالية في بويلينغ سبرينغز بولاية نورث كارولينا.